# Чудо-зверята
«Чудо-зверята» (англ. Wonder Pets!) — американский анимационный музыкальный детский телесериал 2006 года, созданный Little Airplane Productions.
Идея для сериала была разработана Джошем Селигом и Дженнифер Оксли во время работы над своим предыдущим шоу, «Oobi». Сериал начался с двух анимационных короткометражек под названием «Linny the Guinea Pig», которые выступили в качестве пилотных эпизодов. Чтобы анимировать их, Оксли создала особый стиль анимации, который использует фотографии реальных объектов и перемещает их с помощью Adobe After Effects.
Две оригинальные короткометражки транслировались в течение 2003 и 2004 годов. Для полноформатного сериала были добавлены персонажи Так и Минг-Минг.
Спин-офф мультсериала «Wonder Pets: In The City» вышел на Apple TV+ 13 декабря 2024 года. В центре сюжета — новая команда персонажей, а действие происходит в Нью-Йорке. Джош Селиг и Little Airplane Productions не участвуют в создании спин-оффа, поскольку последний был закрыт материнской компанией Studio 100 в 2023 году.

## Тематика
В сериале рассказывается о трёх питомцах-супергероях, живущих в школе — морской свинке Линни, красноухой черепахе по имени Так и утёнке по имени Минг-Минг, которые помогают нуждающимся в помощи животным, работая в команде. Большинство диалогов персонажей поются под музыку, похожую на классическую.

## Персонажи

Основные персонажи (слева направо): Линни, Так, Минг-Минг

- Линни (озвучена Софи Замчик[7]) — бесстрашная коричневая морская свинка, лидер команды. Ей 5 лет. Любит сельдерей[8].
- Так (озвучен Тиалой Данн[7]) — добрый и чувствительный черепашонок. Ему 4 года. Любит обниматься[8].
- Минг-Минг (озвучена Даникой Ли[9]) — общительная и самоуверенная утка. Ей 3 года. Единственная из команды, кто умеет летать. Любит быть в центре внимания[8].

## Эпизоды
| Сезон | Сезон            | Количество эпизодов | Трансляция        | Трансляция           |
| Сезон | Сезон            | Количество эпизодов | Первая трансляция | Последняя трансляция |
| ----- | ---------------- | ------------------- | ----------------- | -------------------- |
|       | Пилотные эпизоды | 2                   | 2003              | 2003                 |
|       | 1                | 20                  | март 3, 2006      | май 23, 2008         |
|       | 2                | 20                  | октябрь 19, 2007  | март 19, 2009        |
|       | 3                | 22                  | апрель 22, 2009   | октябрь 17, 2016     |

## История создания
Мультсериал был создан компанией Little Airplane Productions. До выхода «Чудо-зверят», компания не занималась производством мультсериалов. После того, как Oobi стал успешным проектом студии, её сооснователь Джош Селиг выразил заинтересованность в создании ещё одного телевизионного шоу. Little Airplane Productions выпустила два анимационных короткометражных фильма под названием «Linny the Guinea Pig», посвящённых морской свинке, покинувшей школьный класс, и отправившейся в приключения, сопровождающиеся музыкой Чайковского. Дженнифер Оксли, присоединившаяся к Little Airplane в качестве аниматора, подписала контракт в качестве режиссёра двух короткометражек.
На вечеринке по случаю завершения второго сезона «Oobi» Джош Селиг и Дженнифер Оксли впервые представили короткометражные фильмы. Эти работы привлекли внимание Nickelodeon, который решил включить их в свой репертуар, показывая в перерывах между шоу. В результате был заказан полноценный мультсериал из 20 серий. Для создания команды питомцев-супергероев были добавлены персонажи Так и Минг-Минг, получившие голоса. Отсутствие диалогов в оригинальных короткометражных фильмах не позволило перенести их в двадцатиминутные эпизоды. Многие бывшие члены съёмочной группы «Oobi» приняли участие в создании шоу, включая сценаристов Криса Ни и Сашу Паладино и композиторов Ларри Хохмана и Джеффри Лессера.
Стиль анимации, использованный для создания «Чудо-зверят», был разработан специально для сериала. Он позволил аниматорам управлять фотографиями настоящих животных. Также в анимации использовались нарисованные объекты (фон, предметы, и пр.), не являющиеся персонажами. Дженнифер Оксли считает эту технику своим изобретением и впервые применила её для создания реалистичных переходов в предыдущих работах Little Airplane Productions.
Значительная часть диалогов пелась, поэтому шоу сравнивали с опереттой или зингшпилем. В каждом эпизоде играл живой оркестр из 10 человек. Иногда в него включались другие инструменталисты, владеющие музыкой из региона, куда отправляются персонажи во время эпизода. Создание эпизода занимало 33 недели, при том условии, что эпизоды производились одновременно.

## Критика

### Критика оригинальных «Чудо-зверят»
Пэм Гельман из Common Sense Media дала шоу четыре звезды из пяти, назвав его «детской мини-оперой о командной работе и многом другом».
Рейтинг мультсериала на IMDb равен 6.4/10.

### Критика «Wonder Pets: In The City»
Эшли Молтон из Common Sense Media дала перезапуску «Wonder Pets: In The City» четыре звезды из пяти, назвав его «милым перезапуском с полезными музыкальными питомцами».

## Награды
| Год  | Награда               | Программа                | Категория                                          | Результат | Источник |
| ---- | --------------------- | ------------------------ | -------------------------------------------------- | --------- | -------- |
| 2010 | «Энни»                | Чудо-зверята             | Лучшая режиссура в анимационной телепрограмме      | Номинация | [ 20 ]   |
| 2010 | «Энни»                | Чудо-зверята             | Лучший сценарий в анимационной телепрограмме       | Номинация | [ 21 ]   |
| 2010 | Дневная премия «Эмми» | Чудо-зверята             | Лучшее исполнение в анимационной программе         | Победа    | [ 22 ]   |
| 2010 | Дневная премия «Эмми» | Чудо-зверята             | Лучшее музыкальное руководство и композиция        | Победа    | [ 22 ]   |
| 2010 | Дневная премия «Эмми» | Чудо-зверята             | Лучшая песня                                       | Победа    | [ 22 ]   |
| 2011 | Дневная премия «Эмми» | Чудо-зверята             | Лучшее исполнение в анимационной программе         | Номинация | [ 23 ]   |
| 2011 | Дневная премия «Эмми» | Чудо-зверята             | Лучшее музыкальное руководство и композиция        | Номинация | [ 23 ]   |
| 2012 | Дневная премия «Эмми» | Чудо-зверята             | Лучшая анимационная программа для дошкольников     | Номинация | [ 24 ]   |
| 2012 | Дневная премия «Эмми» | Чудо-зверята             | Лучшее музыкальное руководство и композиция        | Победа    | [ 25 ]   |
| 2012 | Дневная премия «Эмми» | Чудо-зверята             | Лучший сценарий в анимационной телепрограмме       | Номинация | [ 24 ]   |
| 2014 | Дневная премия «Эмми» | Чудо-зверята             | Лучшая анимационная программа для дошкольников     | Номинация | [ 26 ]   |
| 2014 | Дневная премия «Эмми» | Чудо-зверята             | Лучшее музыкальное руководство и композиция        | Номинация | [ 26 ]   |
| 2014 | Дневная премия «Эмми» | Чудо-зверята             | Лучший сценарий в анимационной программе           | Номинация | [ 26 ]   |
| 2025 | «Энни»                | Wonder Pets: In The City | Лучшая анимационная телепрограмма для дошкольников | Номинация | [ 27 ]   |